# Isabelle Brunelle
Marie Isabelle Brunelle (en allemand : Maria Isabella Brunelle), comtesse d'Harscamp, née le 3 septembre 1724 à Aix-la-Chapelle (Saint-Empire) et décédée le 8 mai 1805 à Namur (Belgique), est une philanthrope et fondatrice d'institutions de bienfaisance.

## Biographie

### Jeunesse
Fille d'Herman Brunelle, coiffeur-perruquier, et de Jeanne-Marie Tilmans, Isabelle naît dans une famille de petite bourgeoisie, le 3 septembre 1724, à Aix-la-Chapelle, où elle est baptisée dans la chapelle Saint-Jean-Baptiste de la cathédrale. Elle suit son éducation à Liège.

### Mariage et vie en Hongrie
En 1748 le comte François-Pontian d'Harscamp, capitaine de dragons au service de l'Autriche et riche propriétaire, né à Namur le 15 mai 1717, visite Aix-la-Chapelle pour y prendre les eaux. Il y est logé dans la maison d'Herman Brunelle. C'est ainsi qu'Isabelle, fille d'Herman Brunelle, rencontre son futur époux.
Le comte d'Harscamp possède de nombreuses propriétés dans le Namurois et le pays de Liège, mais aussi à Vireux (France), en Pologne et en Hongrie, qui lui permettent de faire fi de l'obligation de s'allier à une famille aristocratique.
Le mariage de François-Pontian d'Harscamp et d'Isabelle Brunelle a lieu à Kniesen, en Hongrie, le 3 septembre 1748. En Hongrie, le couple entretient des relations avec le comte Antoine Ignace Charles Auguste de Mercy d'Argenteau (1692-1767), qui réside à Hőgyész.
Du couple naissent trois enfants, qui meurent en bas âge de la petite vérole.

### Exils
Ces tragédies poussent le comte et la comtesse d'Harscamp à rentrer dans les Pays-Bas méridionaux, alors sous domination autrichienne. Ils s'installent dans leur château de Fernelmont, où ils mènent un brillant train de vie et entretiennent des relations étroites avec la noblesse du pays. Le couple accueille même l'empereur Joseph II les 5 et 6 juin 1781, lors d'une brève escale de celui-ci dans le Namurois.
À la mort de son mari, le 1er mai 1794, Isabelle hérite d'une grande fortune. Lorsque la région passe sous domination française, la comtesse retourne vivre en Allemagne, d'abord à Miltenberg, en Bavière, puis à Ansbach, en Prusse. Elle reçoit sa radiation provisoire de la liste des émigrés le 27 mai 1797, et vient séjourner au château de Belle-Maison à Marchin et chez son ami le baron Antoine d'Obin, à Wasseiges.
Hélas, la loi du 19 fructidor an V (5 septembre 1797) l'oblige à quitter le territoire de la République dans les plus brefs délais : la comtesse d'Harscamp quitte Wasseiges et se réfugie à Sittard (aujourd'hui aux Pays-Bas), dans le duché de Juliers, puis à Mülheim.
En 1798, elle se trouve à Cologne, puis à Francfort, où elle tombe malade et connaît des soucis financiers. Elle décide alors de se rendre en Galicie avec son vieil ami le baron d'Obin afin de vendre les domaines qu'elle possède dans la région. Elle séjourne à Nawojowa en juin et juillet 1799, puis à Tarnow jusqu'à l'été 1800. Lorsqu'elle a connaissance de sa radiation définitive de la liste des émigrés et de la levée du séquestre sur ses biens, elle entreprend un nouveau voyage pour rejoindre les « départements réunis ». Cependant, elle tombe à nouveau malade à Francfort, où elle restera durant les mois d'août, de septembre et d'octobre 1800.

### Fin de vie
Le 24 novembre 1800, elle arrive à Liège, où elle prête le serment de fidélité à la Constitution de la République française. Rentrée à Namur, elle s'installe dans son hôtel particulier de la place de l'Ange (anciennement 'Marché de l'Ange') où elle vit les dernières années de sa vie à administrer ses propriétés, faisant de temps à autre, des séjours à Dhuy, Thon, Wasseiges et à Spa. Elle meurt à Namur le 8 mai 1805, et est inhumée auprès de son mari à Noville-les-Bois. Son oraison funèbre est prononcée le 8 mai 1806 dans la cathédrale d'Aix-la-Chapelle.
Ayant perdu ses trois enfants Isabelle Brunelle, comtesse d'Harscamp, décida, par testament (1805), que la fortune de la famille soit consacrée à la fondation d'œuvres charitables (qui devaient perpétuer le nom de son mari: 'Harscamp'). Son hôtel particulier (place de l'Ange) deviendra un hospice pour personnes aisées. L'œuvre prendra de l'extension en rachetant le couvent des pères Récollets qui deviendra l'Hospice d'Harscamp.   

## Famille
Isabelle Brunelle épouse, le 3 septembre 1748, le comte François-Pontian d'Harscamp. Ils eurent trois enfants qui moururent en bas age. 

## Fondations

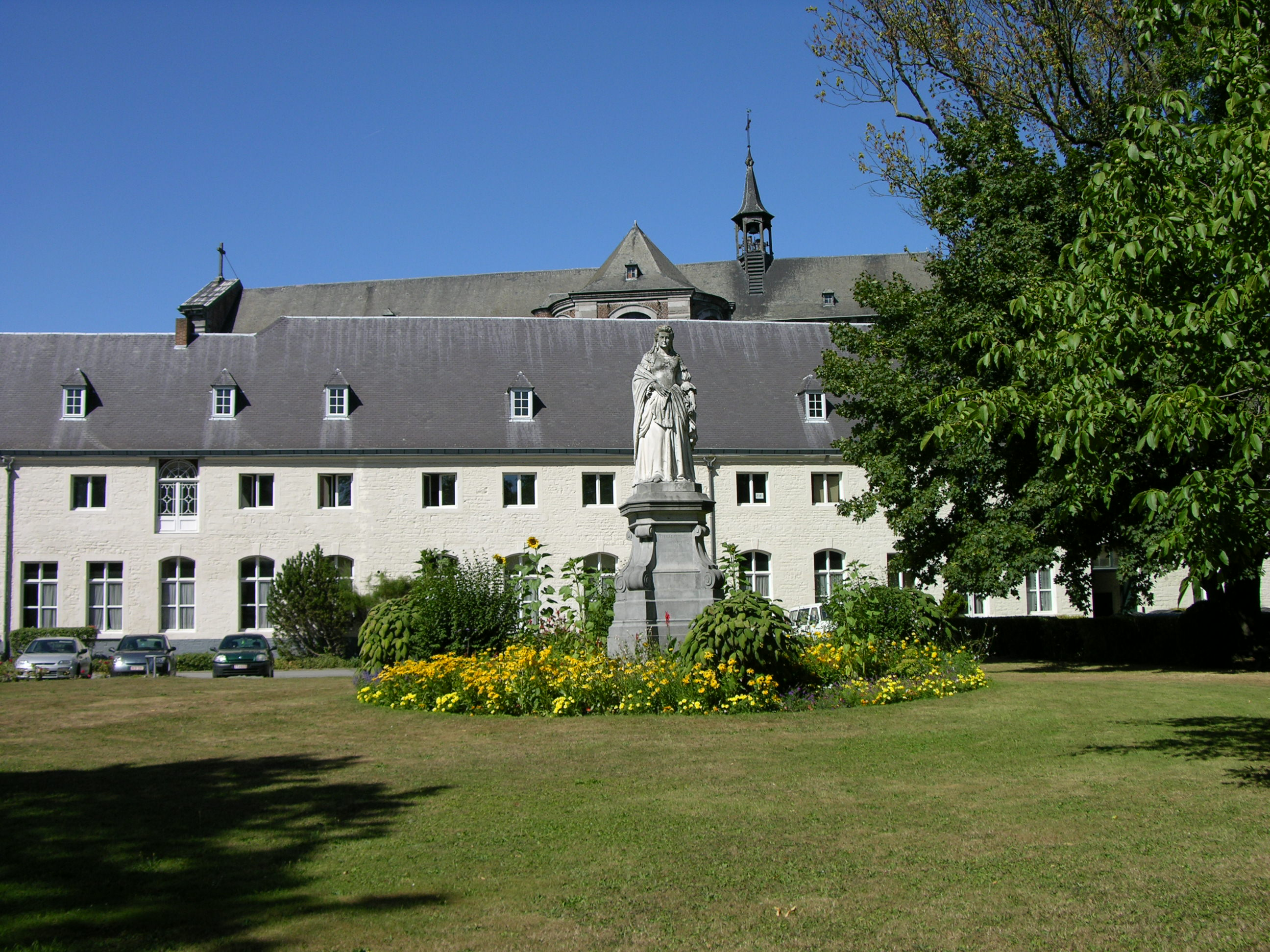
L'Hospice d'Harscamp à Namur

De par son testament, rédigé à Fernelmont le 28 avril 1788, puis modifié en 1784 et en 1805, Isabelle Brunelle met sur pied quatre fondations pour les pauvres à Aix-la-Chapelle ainsi qu'un hospice à Namur.

### À Namur
L'hospice de Namur doit être créé dans son hôtel de la rue de l'Ange, et doit porter le nom d'Harscamp, « en mémoire de son très cher époux ». Toutefois, ce bâtiment ne convient pas pour un hospice, et c'est l'ancien couvent des Récollets, supprimé à la Révolution, qui accueillera finalement, dès le 1er octobre 1812, des personnes de familles déchues âgées d'au moins soixante ans.
La maison de retraite est gérée par le CPAS de Namur depuis 1976,. 

### À Aix-la-Chapelle
La ville natale d'Isabelle Brunelle, Aix-la-Chapelle, bénéficie de la générosité de son testament sous forme de messes, de dons de pain et de bouillon, et de diverses pensions. Au total, elle lègue 20 000 francs de pensions.
En 1868, la Fondation Harscamp d'Aix-la-Chapelle dispose encore d'un patrimoine de 230 000 thalers et en 1901 de 15 458 marcs d'or. Le 1er janvier 1967, la fondation est dissoute et les actifs existants sont versés au fonds municipal des pauvres.

## Reconnaissance publique
« Le destin d'Isabelle Brunelle est de ceux où la réalité dépasse la fiction, surtout dans la société d'Ancien régime marquée par des privilèges de castes générant eux-mêmes d'importants revenus matériels. Cette fille d'artisan a épousé un aristocrate de vieille souche, membre de la noblesse chapitrale des Pays-Bas méridionaux et de la principauté de Liège, et elle a consacré par son action personnelle le prestige de cette maison bien au-delà de son époque. »

— Cécile Douxchamps-Lefèvre

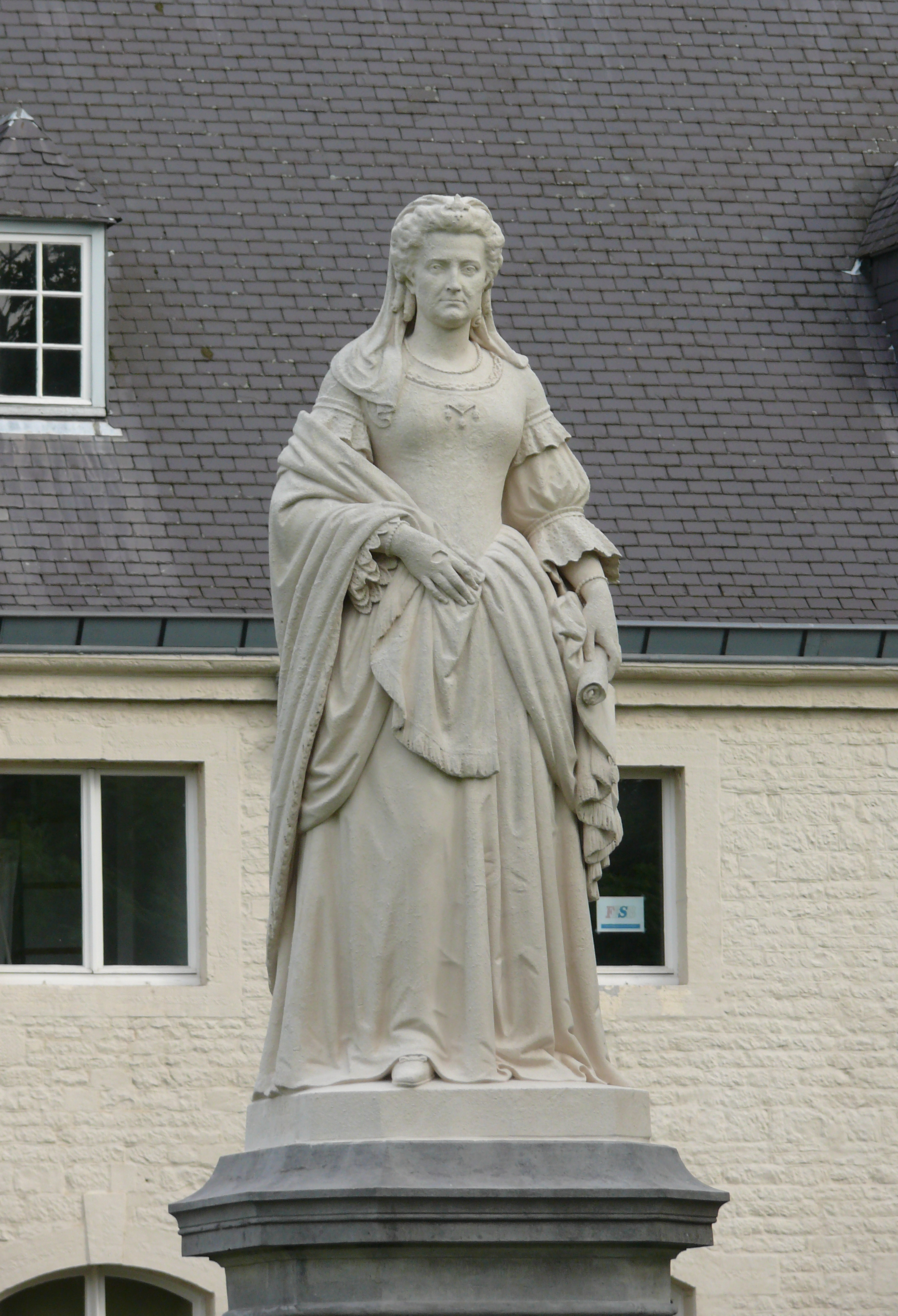
Statue d'Isabelle Brunelle par Guillaume Geefs (1872)

- Un monument en hommage à Isabelle Brunelle, réalisé par le sculpteur Guillaume Geefs et le marbrier namurois Adolphe Balat, est inauguré le 15 mai 1872 dans le parc de l’Hospice d'Harscamp, à Namur[9], et dont une copie réduite, en plâtre bronzé, est conservée à l'hôtel de Groesbeeck-de Croix[10].
- De même, aux abords de l'hospice, il existe un boulevard Isabelle Brunell (sic), une rue d'Harscamp, ainsi que l'église Notre-Dame d'Harscamp, ancienne église des Pères Récollets (sécularisée, l'église est devenue le centre culturel d'Harscamp).
- À Aix-la-Chapelle, une rue est nommée en l'honneur de la comtesse d'Harscamp (Harskampstrasse)[11],[12] et, sur une maison de la Königstrasse, une plaque rappelle qu'Isabelle Brunelle y vit le jour en 1724[13].
- On trouve également une rue d'Harscamp à Fernelmont, où se trouvait le manoir familial qui fut fréquemment le lieu de séjour de la famille d'Harscamp.